# نقار الخشب الأخضر
نقار أخضر أوراسي (الاسم العلمي: Picus viridis) (بالإنجليزية: Eurasian Green Woodpecker)‏ هو نوع من الطيور يتبع جنس النقار الحقيقي من الفصيلة النقارية الحقيقية.